# Palazzo Verlato Putin
Palazzo Verlato Putin, detta anche Villa Verlato, è una villa veneta situata nel centro di Villaverla (provincia di Vicenza). È stata edificata tra il 1574 e il 1576 da Vincenzo Scamozzi su incarico di Leonardo Verlato.

## Storia
La villa fu eretta a partire dal 1574 per volere di Leonardo Verlato, su progetto di Vincenzo Scamozzi. La costruzione del complesso si protrasse però per parecchi anni, infatti l'ala orientale fu eretta solo tra il 1590 e il 1615.

## Descrizione
Si tratta di un palazzo urbano caratterizzato da notevole estensione e composto da quattro piani.
La parte inferiore, che comprende pianterreno e ammezzato, è caratterizzata da bugne gentili separate da solchi profondi, mentre il piano nobile e l'attico sono contraddistinti da superfici lisce. Il settore centrale sporge leggermente e il suo aggetto è reso ancor più sensibile dalle sei semicolonne ioniche reggenti la trabeazione, a sua volta coronata dal frontone triangolare.
Gli interni della villa conservano al iano terra ampie sale adorne di decorazioni ad affresco, attribuite principalmente a Gerolamo Pisani e ad altri autori non ancora identificati.
La sala centrale rievoca, in particolare, alcuni episodi significativi della vita del capostipite della famiglia Giovanni Verla, spiegati da iscrizioni latine poste accanto ad ogni raffigurazione, ma sono presenti anche decorazioni rappresentanti allegorie delle stagioni e figure mitologiche. Tali affreschi sono attribuiti a Gerolamo Pisani.